# Extra Sec
Extra Sec is een aanduiding voor een niet al te droge champagne. De term is door de Franse wet beschermd. Champagne wordt na de dégorgement gezoet met suiker of rietsuiker die in de liqueur d'expédition is opgelost. Die "dosage" wordt uitgedrukt in grammen suiker per liter. Extra Sec duidt op een dosage van minder dan 20 en meer dan 12 gram per liter.